# Ari-Pekka Liukkonen
Ari-Pekka Liukkonen (Pieksämäki, 9 de febrero de 1989) es un deportista finlandés que compite en natación, especialista en el estilo libre. Es abiertamente homosexual.
Ganó dos medallas en el Campeonato Europeo de Natación, oro en 2021 y bronce en 2014, y una medalla de bronce en el Campeonato Europeo de Natación en Piscina Corta de 2012.

## Palmarés internacional
| Campeonato Europeo                  | Campeonato Europeo | Campeonato Europeo | Campeonato Europeo |
| Año                                 | Lugar              | Medalla            | Prueba             |
| ----------------------------------- | ------------------ | ------------------ | ------------------ |
| 2014                                | Berlín (Alemania)  | Medalla de bronce  | 50 m libre         |
| 2021                                | Budapest (Hungría) | Medalla de oro     | 50 m libre         |
| Campeonato Europeo en Piscina Corta |                    |                    |                    |
| Año                                 | Lugar              | Medalla            | Prueba             |
| 2012                                | Chartres (Francia) | Medalla de bronce  | 4 × 50 m libre     |